# دهستان آلان برآغوش
دهستان آلان برآغوش یکی از دهستان‌های شهرستان سرآب در استان آذربایجان شرقی ایران است. بر اساس سرشماری سال ۱۳۸۵، جمعیت این دهستان ۶٬۰۷۲ نفر (۱٬۴۰۷ خانوار) بوده‌است. دهستان آلان‌برآغوش در شهرستان سرآب جای دارد.
مرکز این دهستان، آلان است و  قری مسکونی دائمی و فصلی آن از این قرارند:
- آلان
- برآغوش
- جمال‌آباد
- صومعه آلان برآغوش یا سوما یعنی قریه سوم آلان برآغوش
- دمیرچی Den Marshy کنام پلنگان و شیران
- دی‌جان Thatch  با الف و نون جمع می‌شود خانه‌های کاهگلی
- رزگاه
- قزلجه‌سادات
- سیه‌دولان قریه 32 آلان برآغوش
- قره‌بلاغ
- نرمی از کلمه NORME گرفته شده و بالاتر از سولما به معنی قله و اوج قرار دارد به معنی بالاتر و اوج تر است.
- گلوجه از مصغر کلمه فرانسوی کولونی (کلنیجه که به مرور گلوجه نامیده شده)به معنی تابعه کوچک آلان برآغوش می‌باشد .
- دیلم‌شاه
- [[ا

آتمیان سفلی]] مجموعه قریه هشتم آلان براغوش می‌باشد .
- آتمیان‌ وسطی مجموعه قریه هشتم آلان براغوش می‌باشد .
- آتمیان‌ علیا مجموعه قریه هشتم آلان براغوش می‌باشد .

### آلان برآغوش در کتب تاریخ و جغرافیا
1. در حدود العالم آمده است:"اردبیل قصبه آذرپادگانست، شهری عظیم... اسنه وسراو، میانه، خونه جایروقان، شهرکهایی اند خرد و با نعمت وآبادان و مردم بسیار، "انتشارات دانشگاه تهران بکوشش دکترمنوچهر ستوده ص ۱۵۸ مجهول المولف
2. در وقف نامه ربع رشیدی نیز جان برآغوش جزو نواحی سرآب نوشته‌اند. ص۳۶۵ستون۴
3. مستوفی در نزهه القلوب چنین گوید:"سراو شهریست ازشرق کوه سبلان مایل به قبله حاصلش غله، دیگرحبوبات است قریب صد پاره دیه باشد و چهار ناحیت است:ورزند-درند-برآغوش-سقهیر و ضیاعتش غله، روی نکوست." حمداله مستوفی تصحیح دبیرسیاقی ناشر کتابخانه طهوری تهران اسفند۱۳۳۶ص۹۹
4. مسعود کیهان در جغرافیای سیاسی ایران ص۷۱ ج۴ چاپ مجلس سال۱۳۱۱ شمسی نوشته است: "آلان برآغوش متشکل از ۲۷ قریه به مرکزیت آلان در سی فرسنگ مربع ۱۰۶۲۰خانوار و تعداد سکنه به‌طور تقریب ۵۲۲۰۰نفر است."
5. در فرهنگ جغرافیایی ایران ص۴۰ ستون ۲ ج۴ آمده است: "مهربان مرکز محال آلان برآغوش از بخش سرآب یکی از حاصلخیزترین بخشهای سرآب بوده و در قسمت باختری سرآب و دامنه قوشا داغ واقع و حدود آن از شمال به قوشا داغ از غرب و خاور به بخش مرکزی سرآب و از باختر به بخش بستان آباد و هریس محدود می‌شود. این بخش نسبتاً جلگه و خوش آب و هوا بخصوص قسمت شمالی بخش که دامنه قوشه داغ است سردسیر و بهترین ییلاقات در فصل تابستان می‌باشد. بخش آلان برآغوش از یک دهستان آلان برآغوش تشکیل و جمع قراء تابعه ۳۳ آبادی بزرگ و کوچک و جمع نفوس آن در حدود ۲۷۷۱۰ نفر است."
6. ر. شریف مهر در محال آلان برآغوش ۱۳۵۷ ص۱۰۰ می‌نویسد: "آلان اعتباری داشت و تمام اختلافها و تصمیم‌ها در این آبادی حل و فصل می‌شد و صورت عمل به خود می‌گرفت. آلان بین سالهای ۱۳۱۵ و ۱۳۲۷ شمسی از مرکزیت افتاد و " مهرآبان (قریه ۱۵ ام آلان برآغوش) یا همان "مهربان مرکز بلوک آلان برآغوش شناخته شد."